# Кунур
Кунур (там. குன்னூர்) — талук и муниципалитет в округе Нилгири (штат Тамилнад, Индия), на высоте 1850 м над уровнем моря. По состоянию на 2011 год население города составляло 45 494 человека.
Поблизости от города (в пределах 10-15 км) расположены одна из крепостей Типу Султана и обзорная площадка, позволяющая рассмотреть горные водопады.

## Демография
По данным переписи 2011 года, население Кунура составляло 45 494 человека. Соотношение полов — 1058 женщин на 1000 мужчин. В общей сложности 3 768 человек были моложе шести лет, что составляет 1871 мужчин и 1897 женщин. Зарегистрированные касты и зарегистрированные племена составляли 27,92 % и 23 % населения соответственно. Средний уровень грамотности — 84,79%, при этом, средний показатель по стране — 72,99 %. В городе насчитывалось в общей сложности 12 384 домохозяйства, 17 421 человека с работой, в том числе 50 культиваторов, 152 сельскохозяйственных рабочих, 266 в домашних хозяйствах, 15 790 других работников, 1163 маргинальных работника (работника с незначительной занятостью), 6 маргинальных культиваторов, 66 маргинальных сельскохозяйственных рабочих, 31 маргинальный работник в домашних хозяйствах и 1060 других маргинальных работников.
Город является вторым по величине в горном массиве Нилгири после Ути, районного центра. В Кунуре 61,81 % — индуисты, 23,99 % — христиане, 13,01 % — мусульмани, 0,04 % — сикхи, 0,06 % — буддисты, 0,95 % — джайны и 0,08 % — другие. 0,05 % населения не исповедуют никакой религии или не указали свою религию.